# Cantonul Gordes
Cantonul Gordes este un canton din arondismentul Apt, departamentul Vaucluse, regiunea Provence-Alpes-Côte d'Azur, Franța.

## Comune
- Beaumettes
- Gordes (reședință)
- Goult
- Joucas
- Lioux
- Murs
- Roussillon
- Saint-Pantaléon